# Halictus compressus
Halictus compressus là một loài Hymenoptera trong họ Halictidae. Loài này được Walckenaer mô tả khoa học năm 1802.